# Джон Барбер (інженер)
Джон Барбер (англ. John Barber) — англійський інженер і винахідник. Відомий перш за все як винахідник першої газової турбіни.

## Біографія
Джон Барбер народився у 1734 році в Англії, у графстві Ноттінгемшир. У 1760-х роках він переїхав у графство Ворікшир, де працював на вугільній шахті біля міста Нанітон. Пізніше він жив також у Аттлборо, тепер в межах Нанітона).
Між 1766 і 1792 роками Джон Барбер запатентував кілька винаходів і розробок, що стосувалися кількох галузей, зокрема металургії. Головним з його винаходів була газва турбіна, запатентована ним 1791 року. Винахід не був практично реалізований. Разом з тим, Барбер був першим, хто дав детальний опис принципу дії газової турбіни.
Помер Джон Барбер у 1801 році, 6 жовтня 1801 року він був похований біля церкви святого Миколая у Нанітоні.

## Газова турбіна

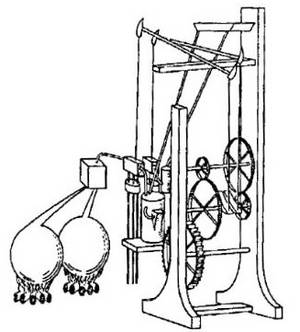
Газо-турбінна установка Джона Барбера. Малюнок з його патенту.

Прототипи газових турбін, до яких відносять так звані димові машини, були відомі ще у XVII ст., але відправним пунктом у розвитку газових турбін можна вважати винахід Джона Барбера. У його патенті були зафіксовані основні принципи роботи газових турбін.
Турбіна Барбера могла працювати на нафті, вугіллі й деревині, що забеспечувалось шляхом їх попередньої газифікації (перегонки) у спеціальних ємкостях у вигляді реторт. У схемі його газотурбіної установки окрім повітряного, був і газопаливний компресор. Суміш, утворену повітрям й газом, пропонувалося нагнітати у камеру горіння за допомоги компресора. Після горіння пальної суміші її пропонувалося подавати з великою швидкістю на лопатки робочого колеса, на якому мала здійснюватися робота розширення газу. Для запобігання перегріву турбіни від дії високих температур передбачалося охолодження продуктів горіння впорскуванням води у камеру горіння.
Винахід Барбера не був реалізований на практиці. Крім того, винахід й розвиток парових турбін трохи загальмував розвиток газових турбін.
1972 року німецька фірма Kraftwerk-Union AG з міста Бонна експонувала діючу модель газової турбіни Барбера на Ганноверському ярмарку.